# Oratorio dei Servi
L'oratorio dei Servi è un edificio di culto cattolico sito in via Palestro, nel centro storico di Massa in Toscana.

## Storia e descrizione
La chiesa fu fatta erigere nel XVII secolo dai duchi Malaspina, signori di Massa, che la utilizzarono come luogo dove appartarsi per meditare. La chiesa, di modeste dimensioni, è costituita da un'unica navata, è inoltre adornata con un prezioso altare di marmo e piccole finestre circolari. La chiesa è stata recentemente restaurata per riportarla all'antico splendore sottraendola all'incuria.